# Высотная улица (Подольск)
Высо́тная у́лица — улица в городе Подольске Московской области. Располагается в одноименном районе города и является важной транспортной артерией города.

## Описание
Высотная улица размещается между одной из главных улиц города улицей Кирова и улицей Чехова. Начинается от пересечения с улицей Кирова и, уходя в юго-восточном направлении, соединяется с улицей Чехова.
Слева по ходу движения от начала улицы примыкает улица Гайдара.
На всем своем протяжении Высотная улица имеет двухстороннее движение.
Нумерация домов начинается со стороны улицы Кирова.
Почтовый индекс Высотной улицы в городе Подольске: 142114, 142117.

## Транспорт
По улице осуществляется движение городского общественного транспорта: проходят маршруты автобусов № 5, № 6, № 15 и № 63.

## Примечательные здания и сооружения
- Ледовый дворец «Витязь» (улица Кирова, д. 63А)[4]. На арене проводит свои домашние матчи команда хоккейного клуба «Витязь» (Подольск) из Континентальной хоккейной лиги.
- Монумент русскому витязю (бронзовая фигура на постаменте) (улица Кирова, д. 63А). Автор памятника «Витязю» — скульптор Вячеслав Клыков, известный советский и российский специалист[5].
- Теннисная академия «Подольск» (улица Высотная, владение 2). В состав комплекса входят 3 крытых и 5 открытых кортов, магазин теннисного инвентаря, кафетерий и комнаты для проживания спортсменов[6]. Крытые корты представлены в покрытии Teraflex, открытые площадки имеют грунтовое покрытие. Более 400 воспитанников разных возрастных групп занимаются в академии, из них трое входят в состав сборной команды России[7].
- Муниципальное учреждение "Спортивная школа Олимпийского резерва «Витязь» (МУ СШОР «Витязь») (улица Кирова, дом 63 А)[8]. Школа развивает два спортивных направления — хоккейная школа и школа фигурного катания.
- Федеральный детский реабилитационный центр (улица Высотная, дом 4А). Объект находится в стадии строительства[9], ввод реабилитационного центра в эксплуатацию намечен на 2023 год[10]. Детский реабилитационный центр рассчитан на размещение 200 пациентов, в том числе и новорожденных. Учреждение предназначено для лечения пациентов с заболеваниями нервной, эндокринной, дыхательной, костно-мышечной систем, заболеваниями опорно-двигательного аппарата, нарушением обмена веществ, последствиями термических травм и отравлений.